# أليخاندرو مورينو
أليخاندرو إنريكي مورينو رييرا (بالإسبانية: Alejandro Moreno) (مواليد 8 يوليو 1979 في باركيسيميتو) لاعب كرة قدم فنزويلي دولي يجيد اللعب في خط الهجوم . يلعب حاليا لصالح نادي فيلادلفيا يونيون الأمريكي منذ 2010 .

## روابط خارجية
- أليخاندرو مورينو على موقع الاتحاد الدولي (مؤرشف)  (الإنجليزية)
- أليخاندرو مورينو على موقع الدوري الأمريكي (الإنجليزية)
- أليخاندرو مورينو على موقع قاعدة بيانات كرة القدم.إي يو (الإنجليزية)
- أليخاندرو مورينو على موقع ناشيونال فوتبول تيمز (الإنجليزية)
- أليخاندرو مورينو على موقع Soccerway.com (الإنجليزية)
- أليخاندرو مورينو على موقع عالم كرة القدم.نت (الإنجليزية)
- أليخاندرو مورينو على موقع كووورة